# Königliches Landgericht Hamm
Das Königliche Landgericht zu Hamm im heute nordrhein-westfälischen Hamm war eines von sechs Landgerichten der Grafschaft Mark.

## Geschichte
Der preußische König und Graf von der Mark Friedrich II.  der Große ordnete mit der Verordnung No. 19 vom 3. Oktober 1753 die Gründung von Landgerichten in seinen Landen an. Darunter auch die sechs Landgerichte der Grafschaft Mark, namentlich neben Hamm, Unna, Hagen, Altena, Lüdenscheid und Bochum.
Das königliche Landgericht zu Hamm schloss, aufgrund derselben Verordnung, auch das ältere Magistratsgericht der Stadt Hamm mit ein. Die Verordnung berief als ersten Landrichter den bisherigen Richter zu Hamm Johann Gottfried Rademacher, der von 1753 bis zu seinem Tod 1780 das Amt versah. Ihm wurden im gleichen Zuge als Landgerichtsassessoren die Herren Asbeck – Bürgermeister von Hamm – und Bielefeld – vormals Richter zu Lünen – beigeordnet.
Nachfolger des 1780 Verstorbenen wurde Johann Matthias Bielefeld der das Richteramt bis 1787 versah. Von 1890 bis 1892 wurde das Amt des Landrichters vom späteren ersten Präsidenten des Oberlandesgerichts Hamm Friedrich Wilhelm Berthold von Rappard ausgeübt. Bis 1806 versah dann Johann Dietrich Ritter das Amt. Im Jahre 1806 wurde die Tätigkeit des Gerichts vorübergehend ausgesetzt, da die Grafschaft Mark Teil des Großherzogtums Berg wurde. Erst 1815 wurde das Gericht wieder begründet und 1849 schließlich zum Kreisgericht umgeformt.

## Dienstsitz
Ab 1782 diente dem Gericht die Funkenburg – eine ehemalige soziale Stiftung der Eheleute Röttger und Anna Brechte von 1601/1627 – als Dienstsitz. Heute befindet sich auf dessen Bauplatz in der Weststraße das Cafe Extrablatt.